# Pont-Remy British Cemetery
Pont-Remy British Cemetery is een Britse militaire begraafplaats met gesneuvelden uit de Eerste Wereldoorlog, gelegen in de Franse gemeente Pont-Remy (departement Somme). De begraafplaats ligt aan een landweg op 550 m ten noorden van het centrum van de gemeente (Église Saint-Pierre). Ze werd ontworpen door William Cowlishaw en heeft een rechthoekig grondplan met aan de oostelijke zijde een uitsprong in de vorm van een halve achthoek waarin het Cross of Sacrifice staat. Het terrein ligt hoger dan het straatniveau en via enkele traptreden, een natuurstenen toegang met een zitbank en de naamsteen, leidt een graspad van 16 m naar het gedeelte met de graven. Alles wordt afgebakend door een haag. 
De begraafplaats wordt onderhouden door de Commonwealth War Graves Commission en telt 55 graven.

## Geschiedenis
In maart en april 1918 werd in Pont-Remy het 38th en het 4th Casualty Clearing Station gestationeerd. Het 41st Stationary Hospital van april 1918 tot november daaropvolgend en het 46th Casualty Clearing Station van december 1918 tot april 1919. De begraafplaats werd door deze medische eenheden aangelegd en was in gebruik van mei 1918 tot mei 1919. Later werd nog een graf van de gemeentelijke begraafplaats van Pont-Remy, twee van Condé-Folie en een van het kerkhof van Long naar hier overgebracht.
Er liggen 48 Britten, 6 Australiërs en 1 Canadees begraven. 

### Onderscheiden militair
- Austin Hale Woodbridge, kapitein bij het Middlesex Regiment werd onderscheiden met het Military Cross (MC).